# Gemonio
Gemonio (Gimón [d͡ʒimũ] in dialetto varesotto) è un comune italiano di 2 856 abitanti della provincia di Varese in Lombardia.

## Storia

### Simboli
Lo stemma e il gonfalone sono stati concessi con decreto del presidente della Repubblica del 15 luglio 1950.
Lo stemma è in uso dagli anni Venti del XX secolo e l'albero simboleggia la coltivazione dei castagneti, molto diffusa nel territorio.
Il gonfalone è un drappo di azzurro.

## Monumenti e luoghi d'interesse
- Chiesa di San Pietro, eretta in stile romanico, antica parrocchiale (monumento nazionale).
- Chiesa parrocchiale di San Rocco e della Beata Vergine Addolorata[6], nel centro storico, conserva un importante gruppo ligneo del Bernardino Castelli (XVII secolo), pitture del Salvini (XX secolo) e il notevole organo Mascioni (1905) a trasmissione pneumatica, valorizzato attraverso concerti.

## Società

### Evoluzione demografica
- 543 nel 1751
- 643 nel 1805
- annessioni di Caravate e brevemente Azzio e Orino in età napoleonica
- 999 nel 1859

Abitanti censiti

### Tradizioni e folclore

#### Palio
Il palio è una festività paesana in cui il paese viene diviso in 4 rioni: Martitt, Piazza, San Pietro, Mirabella. 
I rioni si sfidano in varie gare e chi accumula più punti vince.
Viene giocato ogni due anni.
Sono state svolte 27 edizioni.

## Cultura

### Istruzione

#### Musei
Il Museo Civico Floriano Bodini, nato dalla volontà della Amministrazione Comunale in collaborazione con la Provincia di Varese e della Comunità Montana della Valcuvia, con il finanziamento della Regione Lombardia e il contributo della Fondazione Cariplo, si fonda sulla cospicua donazione di opere d'arte conferita dal Maestro Floriano Bodini. Si trova nel centro storico di Gemonio, in una tipica corte settecentesca restaurata con il duplice intento di preservare le strutture originarie e restituire una moderna ed efficace immagine espositiva.
Il museo offre un ampio panorama di opere scultoree da Leonardo Bistolfi a Medardo Rosso, da Arturo Martini a Giacomo Manzù, da Giuseppe Grandi a Lucio Fontana, senza scordare Francesco Messina maestro di Bodini negli anni di formazione all'Accademia di Brera. Tra i quadri sono da menzionare quegli artisti legati al Realismo Esistenziale come nel caso di Giuseppe Banchieri, Mino Ceretti, Gianfranco Ferroni, Giuseppe Guerreschi, Bepi Romagnoni e Tino Vaglieri. Nell'ambito della grafica, infine, vi sono opere di Fernand Léger, Henry Moore, Georges Rouault e Graham Sutherland.
Il museo è dotato di un'ampia e ricca biblioteca che conta più di 5.000 titoli, con una particolare attenzione agli scultori ed agli autori del Realismo Esistenziale. Il "corpus" delle opere di Floriano Bodini, distribuito lungo tutta la planimetria del museo, si costituisce di gessi, bronzi, marmi e medaglie. Il museo è sede di mostre di grande interesse artistico e culturale:
- Realismo esistenziale 1954-1964 - dal 3 luglio al 4 dicembre 2005
- Lucio Fontana - Attraversando la materia - dal 17 giugno al 29 ottobre 2006
- Jean Rustin - Soglie di un orizzonte - dal 14 aprile al 10 giugno 2007
- Adolfo Wildt - Anima Mundi - dal 14 luglio al 28 ottobre 2007
- Marino Marini - Gli Archetipi - dal 1º giugno al 31 agosto 2008
- Anselmo Bucci - L'arte della Cronaca. Dal Giro d'Italia a Tour de France[collegamento interrotto] - dal 14 settembre al 30 novembre 2008
- Eugenio Fasana - Mitografia di un alpinista - dal 21 settembre al 23 dicembre 2014

## Economia

### Industria
Marchi famosi sono:
- USAG, utensili
- Gorgonzola Castelli, formaggi
- Riso Curti, riso
- Dolci Sapori, pasticceria industriale

## Infrastrutture e trasporti
Nella parte più a valle del territorio comunale, è presente la fermata (ex stazione) di Gemonio della Ferrovia Saronno-Laveno di FerrovieNord. Tutti i treni fermano presso l'impianto.
La ferrovia risulta essere il mezzo di collegamento più veloce con Milano e con Varese, e consente di raggiungere, con un solo cambio, importanti centri come Como, Busto Arsizio, Novara, Seveso, Asso, nonché l'aeroporto internazionale di Malpensa.

## Amministrazione
Il primo Consiglio comunale fu eletto nel 1832.